# Gewerkschaft für Post- und Fernmeldebedienstete
Die Gewerkschaft der Post- und Fernmeldebediensteten ist eine von insgesamt sieben Teilgewerkschaften im Österreichischen Gewerkschaftsbund (ÖGB) und vertritt alle Arbeitnehmer der Österreichischen Post AG, A1 Telekom Austria AG, ÖBB-Postbus GmbH und Österreichische Postbus AG.
Weiters sind die Bundesfachgruppen Flugsicherung und Multimedia / Informationsdienstleistungen vertreten.
Vorsitzender der Gewerkschaft ist Richard Köhler mit den Stellvertretern Gerhard Bayer, Manfred Wiedner und Romanus Fennes.
Der Bundesgeschäftsführer, der alle zentralgewerkschaftlichen Angelegenheiten verwaltet, ist Christian Decker.
Die GPF ist eine Fachgewerkschaft und bildet mit 6 weiteren Fachgewerkschaften den ÖGB (Österreichischer Gewerkschaftsbund). Der Präsident des ÖGB ist Wolfgang Katzian.

## Geschichte
Entstanden ist die GPF unmittelbar nach dem Beschluss zur Gründung des österreichischen Gewerkschaftsbundes im April 1945. Vertrauenspersonen versammelten sich, um eine Gewerkschaft für Post- und Telegraphenbedienstete Österreichs zu errichten. Bereits am 24. Mai 1945 konstituierte sich der Vorstand der Gewerkschaft der
Post-, Telegraphen-, Fernsprech- und Rundfunkbetriebe Österreichs. Der damalige provisorische Zentralsekretär Edmund Holzfeind stellte die Aufgaben dar:
- Eintreten für ein unabhängiges und demokratisches Österreich
- Mitwirken am betrieblichen Aufbau und der weiteren Betriebsgestaltung im Sinne einer zweckbetonten sozialen Wirtschaftlichkeit
- Vertretung der materiellen und kulturellen Interessen
- Erarbeitung der Grundlagen des Sozialrechts, der Kollektivverträge und der Betriebsratstätigkeit

In den siebziger Jahren waren es dann die Arbeitszeitverkürzung oder das Arbeitsverfassungsgesetz, die unter Mitwirken der GPF zustande kamen. Schließlich wurde im neuen Jahrtausend die „Abfertigung Neu“ und der erstmalige Abschluss eines Kollektivvertrages für überlassene Arbeitskräfte ausverhandelt.

## GPF Referate

### Frauen
Vorsitzende Ulrike Ernstbrunner vertritt die weiblichen Mitglieder.

### Pensionisten
Vorsitzender des Referats Pensionisten ist Josef Wild. Er betreut alle GPF-Pensionisten.

### Jugend
Alle Beschäftigten in von GPF vertretenen Unternehmen, die das 26. Lebensjahr nicht vollendet haben, werden in der Jugend vertreten.
Die Jugend wird in der GPF auf Bundesebene von Nele Schnabl (A1 Telekom) vertreten. Weitere Mitglieder des Präsidiums der GPF Jugend sind Emina Ramic (Post AG), Patricia Bruna (Post AG), Christopher Schimpel (Post AG) und Martin Kittinger (A1 Telekom).